# Gundam: Battle Assault 2
Gundam: Battle Assault 2 est un jeu vidéo de combat développé par Natsume et édité par Bandai en juillet 2002 sur PlayStation. C'est une adaptation en jeu vidéo de la série basée sur l'anime Mobile Suit Gundam et c'est le troisième opus d'une série composée de cinq jeux vidéo de combat,.

## Série
1. Gundam: The Battle Master : 1997, PlayStation
2. Gundam: Battle Assault : 1998, PlayStation
3. Gundam: Battle Assault 2
4. Mobile Suit Gundam SEED: Battle Assault : 2004, Game Boy Advance
5. Battle Assault 3: Featuring Mobile Suit Gundam Seed: 2004, PlayStation 2